# Salentia stackelbergi
Salentia stackelbergi är en tvåvingeart som beskrevs av Zaitzev 1977. Salentia stackelbergi ingår i släktet Salentia och familjen stilettflugor. Inga underarter finns listade i Catalogue of Life.